# Jacques de Saulx

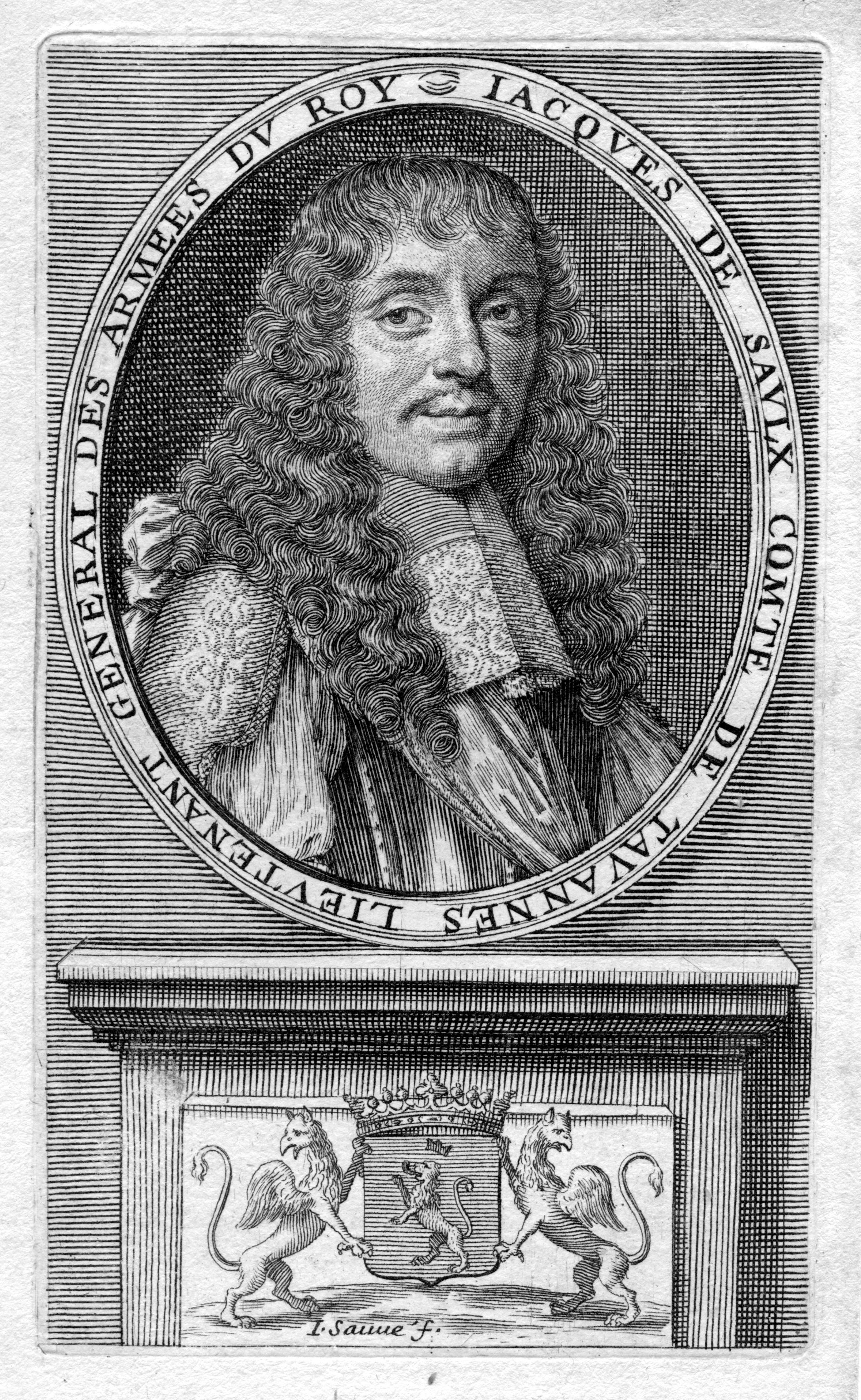
Jacques de Saulx

Jacques de Saulx, comte de Tavannes (* 1620; † 22. Dezember 1683), war ein hochrangiger französischer Offizier des 17. Jahrhunderts.

## Leben
Jacques de Saulx war der Sohn von Claude, comte de Buzançais (im Département Indre), genannt „comte de Tavannes“ († 1638 in Bayonne). Dessen Eltern waren Guillaume de Saulx und Françoise Brulart, Tochter von Nicolas, baron de La Borde, und Marie Bourgeois, dame de Crépy et Origny.
Nach dem Tod seines Vaters erhielt er gemäß den Vereinbarungen von Saint-Germain-en-Laye am 2. Oktober 1638 die Bailli von Dijon.
Jacques de Saulx stand an der Seite von Louis II. de Bourbon, prince de Condé, während dessen Feldzügen (so in der Schlacht bei Étampes). Am 22. März 1548 wurde er zum Maréchal de camp befördert und am 29. Juni 1651 zum Lieutenant-général des armées du roi ernannt.
Am 22. Juli 1644 heiratete er Louise-Henriette Potier, Tochter von René Potier, Duc de Tresmes, Witwe von Emmanuel d’Averton.
Als er im Jahre 1653 seine Kommandobefugnisse mit Henri Charles de La Trémoille teilen sollte, nahm er unzufrieden seinen Abschied von Condé und zog sich auf seine Ländereien bei Langres zurück.
Er schrieb seine Erinnerungen nieder, die 1691, acht Jahre nach seinem Tod, unter dem Titel „Mémoires sur la Fronde, de 1650 à 1653“ in Paris veröffentlicht wurden.